# Olaf Skavlan
Olaf Skavlan (født 25. januar 1838  i Stranda, Sunnmøre, død 30. maj 1891 i Kristiania) var en norsk litteraturhistoriker. Han var far til Einar Skavlan.
Som juridisk student lod han under pseudonymet Jokum Pjurre på Studentersamfundets scene november 1858 opføre Gildet paa Mærrahaug eller Den fortryllede Agurk, romantisk Drama i to Akter, en lystig parodi på den eftergjorte kæmpevisestil, der netop gjorde lykke gennem Henrik Hertz’ Svend Dyring’s Hus, Henrik Ibsens Gildet paa Solhaug og Lorentz Dietrichsons epos Olaf Liljekrands. Efter embedseksamen viede Skavlan sig til litterære studier, opholdt sig 1866—67 i Frankrig og Italien, var 1867—68 artistisk direktør ved Christiania Theater, tog atter udenlands for at studere og blev fra nytår 1871 universitetsstipendiat i litteraturhistorie. Kort efter vandt han den filosofiske doktorgrad med sin store afhandling Holberg som Komedieforfatter, Forbilleder og Eftervirkninger (1872), et grundigt værk, der blandt andet hævder det norske i Holbergs lune. Efter et længere ophold med statsstipendium i Frankrig og England blev Skavlan 1877 udnævnt til ekstraordinær professor i europæisk litteraturhistorie. Imidlertid vedblev han stadig at studere også den nationale litteraturs historie, med Wergeland som centralfigur.
Dette kom til udtryk ikke alene ved hans forelæsninger, men også ved afhandlinger, der efter hans død blev udgivne med titlen Henrik Wergeland. Afhandlinger og Brudstykker (1892). Så at sige i embeds medfør var Skavlan den litterære redaktør af "Nyt Tidsskrift" (1882—87) med professor Ernst Sars som politisk medredaktør. Ellers var Skavlan fra ungdommen af ivrigt optaget af emner for satirisk digtning. 1866 var hans 5 akts komedie Plankeadel indstuderet ved Christiania Teater, da forfatteren tog stykket tilbage til omarbejdelse; 1870 blev Babels Taarn, Fastelavnsstykke i tre smaa Akter af Jokum Pjurre (trykt i omarbejdet form 1891) opført af studenter. Politisk er satiren i Eventyr-Skatten. Nr 1. Mikkel Ræv i Hønsehuset (1888). Skavlan var den anonyme grundlægger og første redaktør af det endnu bestående humoristisk-satiriske ugeblad "Vikingen", men trådte tilbage allerede efter nogle måneders virksomhed 1863. Den eneste frugt af Skavlans længe ulmende trang til at være digter helt ud blev hans anonyme (og utrykte) enakter Lillemor, der 1880 spilledes nogle gange på Christiania Teater.